# Pero Lopes de Sousa
Pero Lopes de Sousa (Lisbona, 1497 – Madagascar, 1539) è stato un militare portoghese.
Fratello di Martim Afonso de Sousa, dopo aver comandato una caravella contro i Francesi si spinse nelle terre spagnole del Paraná in cerca di ricchezze.
Tornato in Portogallo e nominato capitano di Santo Amaro (Brasile), morì in un naufragio mentre andava ad insediarsi.